# Учнівське самоврядування
Учнівське самоврядування — це спосіб та принципи організації учнівського колективу, що забезпечує комплексний підхід до виховання учнів шляхом їх залучення до систематичної участі у навчально-виховному процесі. Це самостійна діяльність учнів, яка здійснюється у відповідності до мети та завдань, що стоять перед учнівськими колективами, під керівництвом відповідального педагога.

## Становище в українських школах

### Нормативне визначення
Учнівське самоврядування — невід'ємна частина громадського самоврядування, що забезпечує захист прав і інтересів учнів, й їхню участь в управлінні загальноосвітнім навчальним закладом.
Функціонує з метою забезпечення виконання учнями своїх обов'язків і захисту їхніх прав й сприяє гармонійному розвитку особистості, формуванню навичок майбутнього організатора, керівника.
В учнівському самоврядуванні беруть участь особи, які навчаються у загальноосвітньому навчальному закладі. Усі такі особи мають рівне право на участь в учнівському самоврядуванні. Воно здійснюється особами, які навчаються в школі:
- безпосередньо;
- через органи учнівського самоврядування, що обираються шляхом таємного чи відкритого голосування.

Вищим органом учнівського самоврядування є загальні збори або учнівська конференція. Виконавчий орган (учнівський комітет, рада учнівського колективу, рада старост, парламент) є підзвітним загальним зборам. Учнівські збори відбуваються не менш як два рази на рік.
Органи учнівського самоврядування (за чинним законодавством):
- проводять організаційні, наукові, культурно-масові, спортивні, оздоровчі й інші заходи;
- виконують інші функції.

Рішення органів учнівського самоврядування мають дорадчий характер.
У своїй діяльності органи учнівського самоврядування керуються законодавством, статутом навчального закладу.
Органи учнівського самоврядування загальноосвітнього навчального закладу мають користуватися всебічною підтримкою і допомогою педагога-організатора чи заступника директора з виховної роботи у вирішенні питань забезпечення приміщеннями, обладнанням, документацією, коштами за погодженням із керівником закладу. Зокрема, директор школи має всебічно сприяти створенню належних умов для діяльності органів учнівського самоврядування щодо:
- надання приміщення, меблів, оргтехніки;
- забезпечення постійним доступом до мережі Інтернет;
- відведення місць для встановлення інформаційних стендів;
- тощо.

### Фінансове забезпечення
Фінансове забезпечення роботи учнівського самоврядування не передбачене.

### Мета
Метою Ради учнівського самоврядування є:
1. Активізація процесу діяльності органів учнівського самоврядування на рівні школи, участь дітей та молоді в прийнятті рішень.
2. Захист прав та інтересів дітей на різних рівнях.
3. Всебічна реалізація учнями своїх інтересів, здібностей, прав та свобод на засадах загальнолюдських цінностей.
4. Створення умов для самореалізації учнівської молоді, залучення її до участі у прийнятті рішень.
5. Налагодження контактів, обмін інформацією, координація дій учасників ради та реалізація спільних проектів.

### Основні завдання
Основними завданнями учнівського самоврядування є:
- забезпечення і захист прав та інтересів студентів, зокрема стосовно організації навчального процесу;
- забезпечення виконання учнями своїх обов'язків;
- сприяння навчальній, виховній та творчій діяльності студентів;
- сприяння діяльності учнівських гуртків, товариств, об'єднань, клубів за інтересами;
- організація співробітництва з учнями інших навчальних закладів і молодіжними організаціями;
- сприяння проведенню серед учнів соціологічних досліджень.

### Нормативно-правова база
Нормативно-правові акти, що регулюють діяльність учнівського самоврядування:
- Конституція України (від 28.06.1996 N 254к/96вр);
- Закон України «Про освіту» від 23 травня 1991 року № 1060-XII (зі змінами);
- Декларація прав дитини;
- Європейська хартія місцевого самоврядування;
- Європейська хартія про участь молоді в муніципальному та регіональному житті;
- Закон України «Про місцеве самоврядування в Україні»;
- Закон України «Про освіту» (від 04.06.1991.N1144-XII);
- Закон України «Про охорону дитинства» (від 26.04.2001 N2402-ІІІ);
- Закон України «Про молодіжні та дитячі громадські організації» (від 01.12.1998 N 281-XIV);
- Указ Президента України «Про першочергові заходи щодо реалізації державної молодіжної політики та підтримки молодіжних громадських організацій» (від 06.10.99 р. N 1284/99);
- Державна цільова соціальна програма «Молодь України» (постанова КМУ від 28.01.2009 N 41).

## Ступені учнівського самоврядування
Перший ступінь учнівського самоврядування — класне самоврядування. Його роботу організовує рада самоврядування класу, до складу якої входять класний керівник, староста класу, члени шкільного парламенту. Рада визначає, контролює, виконує та відповідає за таку роботу:
- Діяльність в напрямках освіта, довкілля, творчість, здоров'я, спорт, краса.
- Створення посту бережливих, який відповідає за збереження підручників.
- Створення санітарного посту, який відповідає за чистоту, порядок у класі, веде куток гігієни.
- Систематичне оформлення класного кутка, де можна отримати всю інформацію про клас (назва, девіз, склад ради самоврядування, план роботи на місяць, графік чергування, нагороди класу, оголошення, інформування про головну творчу справу класу).

Кожний учень працює не тільки у своєму центрі, а й має постійне й тимчасове доручення, бере участь у роботі ініціативних творчих груп. Таким чином до класного самоврядування залучаються всі учні класу.
Другий ступінь шкільного самоврядування — старостат. Його засідання відбуваються щомісяця, на них підбиваються підсумки роботи класів.
Для цього старости класів готують рапорти, у яких міститься така інформація:
- робота за всіма напрямками;
- якість знань учнів з усіх предметів;
- нагороди за участь у загальношкільних заходах.

Старостат разом із членами учнівського парламенту проводить навчання активу класів, бере участь у роботі шкільного парламенту; координує роботу самоврядування класів.
Третій ступінь шкільного самоврядування — шкільний парламент на чолі з президентом або головою учнівського самоврядування. У складі парламенту — президент, віце-президент, секретар і члени шкільного парламенту (по 2 учні від кожного класу).
Вибори президента парламенту відбуваються шляхом таємного голосування. Для цього створюється виборча комісія, яка опрацьовує заповнені бюлетені: хто отримав найбільшу кількість голосів — стає президентом, меншу кількість — віце-президентом. Із початку вересня триває передвиборча кампанія, кандидати (учні 8-11 класів, лідери, старанні у навчання, активні у позакласній і позаурочній роботі, з високими моральними якостями на загальношкільних лінійках виступають зі своєю виборчою Програмою.
Президент очолює:
- комісії, що здійснюють рейди по школі;
- журі, які оцінюють учнівські конкурси.

Президент контролює:
- організацію і проведення загальношкільних акцій;
- Тижнів здоров'я;
- Тижнів права та місячника правових знань;
- предметних тижнів

Упродовж року парламент організовує свою роботу в комісіях:
- Комісія освіти
- Комісія дозвілля
- Комісія здоров'я, спорту та екології
- Комісія турботи та милосердя
- «Прес-центр або Комісія інформаційна»

## Учнівське самоврядування та громадянське суспільство
В Україні діють національні та місцеві об'єднання органів учнівського самоврядування. Наприклад, у Тернопільській області — «Авангард».  Прикладом самоврядування в Україні є Львівський Обласний Учнівський Парламент ( далі ЛОУП). Активісти ЛОУП навчилися залучати кошти до своїх проектів, та працюють над тим, щоб стати дорадчим органом при Департамені Освіти та Науки Львівської Обласної АДміністрації